# Malvaloca (pel·lícula de 1942)
Malvaloca és una pel·lícula espanyola de 1942 dirigida per Lluís Marquina i Pichot, sobre una obra de teatre homònima dels germans Álvarez Quintero. A causa de l'èxit que va tenir la pel·lícula Amparo Rivelles, que només tenia 17 anys, va signar un bon contracte amb els estudis CIFESA per tres anys.

## Argument
Rosita és una bella i simpàtica jove malaguenya, a qui tots anomenen Malvaloca, que es veu forçada a tenir amants per portar diners a casa seva. El darrer d’ells és Salvador, un bandarra simpàtic que és amic de Leonardo, un fonedor asturià recte i seriós. Malvaloca i Leonardo s'enamoren i Leonardo decideix restituir l’honor de la noia malgrat els murmuris i el rebuig social que desperta la seva relació al poble. A part de l'acció dramàtica, l'obra mostra la gràcia i l'espontaneïtat dels diàlegs típics de les obres dels germans Quintero.

## Repartiment
- Amparo Rivelles com a Malvaloca.
- Alfredo Mayo com a Leonardo.
- Manuel Luna com a Salvador.
- Rosita Yarza com a Juanela.
- Fernando Freyre de Andrade com a Jeromo.
- Miguel Pozanco com a Barrabás.
- Rafaela Satorrés com a germana Piedad.
- Pablo Hidalgo com a Nogales.
- María López Morante com a Teresona.
- Camino Garrigó com a Mariquita.
- Angelita Navalón com a Dionisia.
- Matilde Artero com a Doña Enriqueta.